# Нік Блекмен
Нік Блекмен (англ. Nick Blackman, нар. 11 листопада 1989, Солфорд) — англійський і барбадоський футболіст, нападник клубу «Маккабі» (Тель-Авів) і національної збірної Барбадосу.

## Клубна кар'єра
Народився 11 листопада 1989 року в місті Солфорд, графство Великий Манчестер, У 8 років поступив до академії «Манчестер Юнайтед» і навчався протягом 5 років, а також був в академіях «Бері» і «Престон Норт Енд». Закінчив Вищу Школу Філліпс в Манчестері. У віці 13 років взяв участь у Маккабіаді в Ізраїлі. У даний час має право представляти наступні країни: Англію, Барбадос, Нідерланди і Польщу на міжнародному рівні.
Футбольну кар'єру розпочав у молодіжному клубі «Маклсфілд Таун» влітку 2006 року. Після ряду блискучих досягнень у молодіжній команді підписав професійний контракт з клубом 8 березня 2007 року. Дебютував у матчі проти команди «Аккрінгтон Стенлі». Перший гол забив у матчі проти Дагенем енд Редбрідж 23 листопада 2007 року. Всього за клуб провів 12 матчів і забив один гол.
12 січня 2009 року Нік Блекмен приєднався до клубу «Блекберн Роверз», але не зіграв жодного матчу і 4 березня 2009 року був орендований «Блекпулом» на один місяць. Дебютував у той же день, вийшовши на заміну на 65-й хвилині у матчі проти «Бернлі» на стадіоні «Блумфілд Роуд». 10 березня забив свій перший гол за клуб «Блекпул» в матчі проти «Шеффілд Юнайтед» на стадіоні «Бремолл Лейн».
20 серпня 2009 року орендований клубом «Олдем Атлетик» на місяць. Два дні потому дебютував проти клубу «Свіндон Таун». Перший гол забив 29 серпня того ж року. Термін оренди був продовжений до січня 2010 року після чого повернувся в клуб «Блекберн».
13 серпня 2010 року шотландський клуб «Мотервелл» орендував на шість місяців Блекмена. За даний клуб Нік забив 10 голів і провів 18 ігор, зробивши перший хет-трик у своїй кар'єрі в матчі проти «Сент-Джонстона» у листопаді 2010. 13 січня 2011 був орендований клубом «Абердін» на півроку.
Влітку 2011 року повернувся в «Блекберн Роверз», після чого зіграв свій перший і єдиний матч за клуб.
10 серпня 2012 року Блекмен був куплений клубом «Шеффілд Юнайтед». Перший гол за клуб забив 11 серпня 2012 року у матчі кубка Футбольної ліги проти команди «Бертон Альбіон». Регулярно грав за клуб Шеффілд Юнайтед у першій половині сезону, провів 33 матчі і забив 14 голів до кінця січня 2013 року. Взимку 2013 року отримав пропозиції від двох клубів: «Крістал Пелес» і «Редінг».
30 січня 2013 приєднався до англійського клубу «Редінг» на три з половиною роки. Дебютував 2 лютого, замінивши Павла Погребняка на 72-й хвилині у матчі проти клубу «Сандерленд». Відіграв за клуб з Редінга наступні три сезони своєї ігрової кар'єри. Більшість часу, проведеного у складі «Редінга», був основним гравцем атакувальної ланки команди.
6 січня 2016 року перейшов за 3 млн. фунтів у «Дербі Каунті», підписавши угоду на три з половиною роки. Проте так і не ставши основним гравцем клубу, у серпні 2017 року Блекмен перейшов на правах оренди в ізраїльський «Маккабі» (Тель-Авів). Протягом сезону відіграв за тель-авівську команду 31 матч у національному чемпіонаті, забивши десять голів.
Сезон 2018/19 провів в оренді в іспанському «Спортінгу» (Хіхон), після чого у липні 2019 отримав статус вільного агента і повернувся до «Маккабі» (Тель-Авів), уклавши з ним повноцінний дворічний контракт.

## Виступи за збірну
2019 року погодився на рівні національних команд захищати кольори збірної Барбадосу, країни, звідки походив його батько.

## Досягнення
- Володар Кубка Тото (2):

«Маккабі» (Тель-Авів): 2017/18, 2020
- Володар Суперкубка Ізраїлю (2):

«Маккабі» (Тель-Авів): 2019, 2020
- Чемпіон Ізраїлю (1):

«Маккабі» (Тель-Авів): 2019/20
- Володар Кубка Ізраїлю (1):

«Маккабі» (Тель-Авів): 2020/21